# اولاد عطیه (استان سکیکده)
اولاد عطیه (استان سکیکده) (به عربی: أولاد عطیة) یک شهرداری در الجزایر است که در استان سکیکده واقع شده‌است.